# Shildon
Shildon ist eine Stadt in der englischen Grafschaft Durham. Sie liegt 3,2 Kilometer südöstlich von Bishop Auckland, 18 km nördlich von Darlington, 21 km von Durham sowie je 37 km von Sunderland und Newcastle upon Tyne entfernt.
Die Geschichte der Stadt ist eng mit dem Bau der Eisenbahn im 19. Jahrhundert verbunden. Deshalb befindet sich hier auch das Locomotion Museum, das 2004 vom damaligen britischen Premierminister Tony Blair eröffnet wurde. Es ist eine Filiale des National Railway Museum in York. Shildon liegt an der Eisenbahnstrecke der alten Stockton and Darlington Railway und verfügt über einen eigenen Bahnhof, der von Zügen der National Rail bedient wird.

## Wirtschaft
Unter dem englischen Namen „Astrakhan“ für eine Karakulfellnachahmung brachte die Shildoner Firma Alfred Morris Furs, gegründet 1898, eine der frühen Pelzimitationen auf den Markt. In den 1960/1970er Jahren, seiner Blütezeit, entwickelte sich das Unternehmen zu einem bekannten Spezialisten für Webpelze und nannte sich um in Astraka. In ihrem Werk beschäftigte es etwa 400 Mitarbeiter. Unter der Lizenz von British Nylon Spinners stellte es Bekleidung aus synthetischen Fasern her, wie „Minkaleen“ und „Bri-Lon-Furleen“. Ihre Produkte wurden von führenden Kaufhäusern wie Selfridges und Harrods geführt. Es war international tätig und schuf, mit dem Eiskunstläufer Courtney Jones als Designer, die Uniformen des britischen Teams der Olympischen Winterspiele 1980. Das Unternehmen wurde 1988 unter Konkursverwaltung gestellt.

## Sport
In der Stadt gibt es mehrere Sportvereine, darunter einen Fußballclub, einen Rugbyclub und einen Cricketclub.

## Persönlichkeiten

### Söhne und Töchter der Stadt
- Harry Beevers (1924–2004), Pflanzenphysiologe
- Craig Raine (* 1944), Autor

### Mit der Stadt verbundene Persönlichkeiten
- Timothy Hackworth (1786–1850), Erbauer von Dampflokomotiven

## Galerie

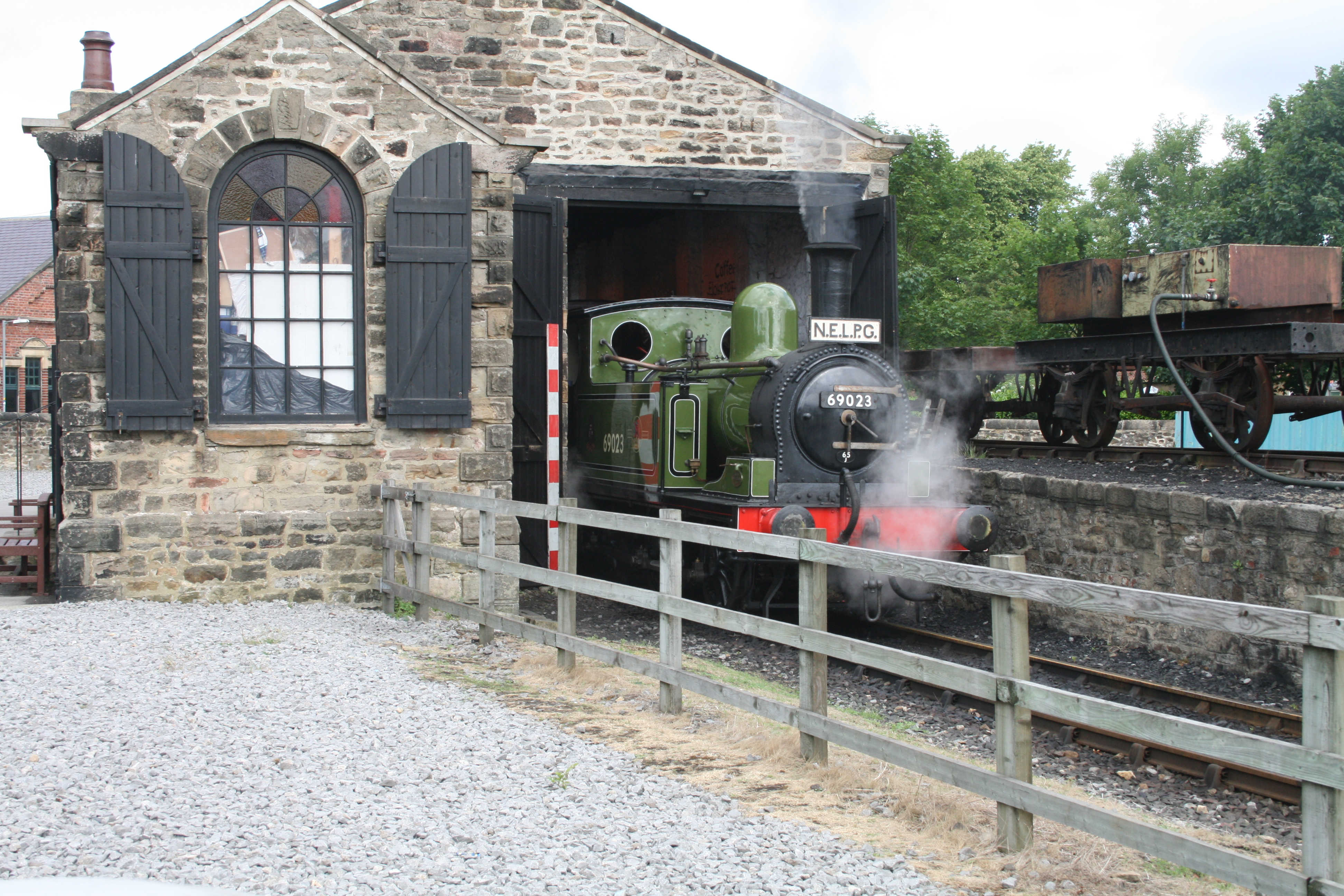
Shildon Railway Museum
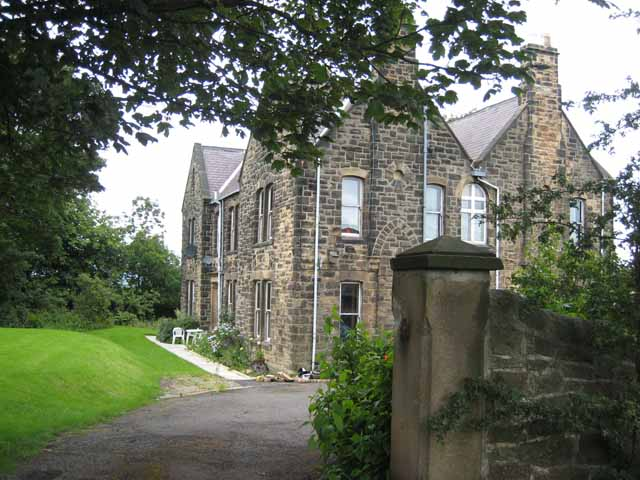
Altes Pfarrhaus
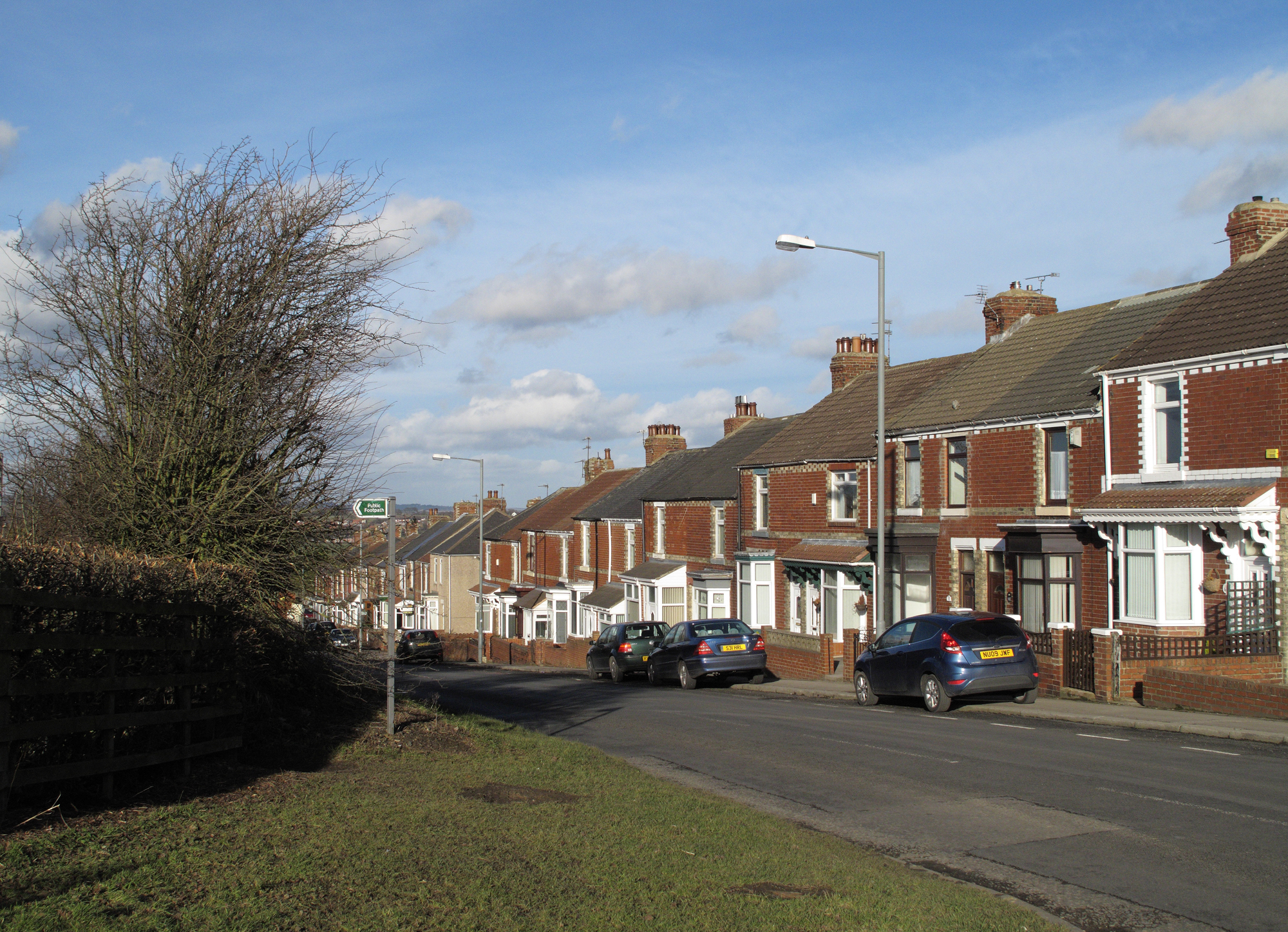
Reihenhausgruppe
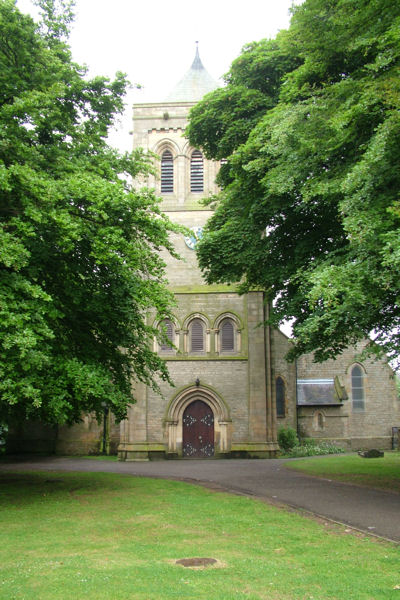
Kirche St. Johann
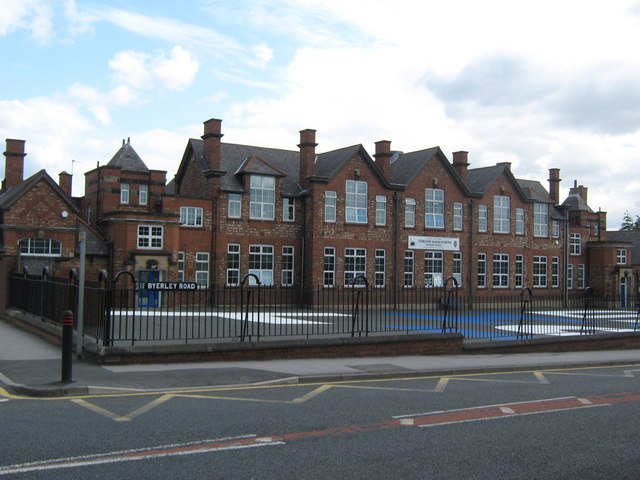
Grundschule